# Вітава (Польща)
Вітава (пол. Witawa) — село в Польщі, у гміні Домбровиці Кутновського повіту Лодзинського воєводства.
Населення — 117 осіб (2011).
У 1975-1998 роках село належало до Плоцького воєводства.

## Демографія
Демографічна структура станом на 31 березня 2011 року:
|          | Загалом | Допрацездатний вік | Працездатний вік | Постпрацездатний вік |
| -------- | ------- | ------------------ | ---------------- | -------------------- |
| Чоловіки | 56      | 11                 | 36               | 9                    |
| Жінки    | 61      | 12                 | 31               | 18                   |
| Разом    | 117     | 23                 | 67               | 27                   |